# فینال لیگ قهرمانان اقیانوسیه ۲۰۱۰
فینال لیگ قهرمانان اقیانوسیه ۲۰۱۰ در دو بازی بین ویتاکر یونایتد از نیوزیلند و هیکاری یونایتد از پاپوآ گینه نو در لیگ قهرمانان اقیانوسیه ۱۰–۲۰۰۹ برگزار شد. هیکاری یونایتد پس از غلبه بر ویتاکر یونایتد در مجموع ۴–۲ قهرمان شد و به سلطه نیوزیلند در این مسابقات از زمان آغاز آن در سال ۲۰۰۷ پایان داد.

## مسابقات
| تیم ۱          | نتیجه‌نهایی | تیم ۲          | بازی رفت | بازی برگشت |
| -------------- | ---------- | -------------- | -------- | ---------- |
| هیکاری یونایتد | ۴–۲        | ویتاکر یونایتد | ۳–۰      | ۱–۲        |

### بازی رفت
| هیکاری یونایتد                      | ۳–۰    | ویتاکر یونایتد |
| ----------------------------------- | ------ | -------------- |
| کما جک ۲۷'، ۷۳' · آلیک مائه‌مائه ۴۹' | Report |                |

### بازی برگشت
| ویتاکر یونایتد                   | ۲–۱    | هیکاری یونایتد |
| -------------------------------- | ------ | -------------- |
| نیل امبلن ۳' · برنت فیشر ۸۴' (پ) | Report | کما جک ۳۵' (پ) |